# Ebony and Ivory
Ebony and Ivory är en ballad, skriven av Paul McCartney, och framförd av honom själv i en duett med Stevie Wonder. Den släpptes som singel och toppade den brittiska singellistan och den amerikanska singellistan Hot 100 1982.
Sången handlar om att svart och vitt fungerar bra ihop på ett piano, och att svarta och vita människor lika gärna också borde kunna göra det.

### Fotnoter
1. ↑  Niklas Wahllöf (10 maj 2003). ”Läsarbrev” (på svenska). Dagens nyheter. http://www.dn.se/arkiv/lordagsondag/lasarbrev-fallet-tomas-s-akrylamidlarmet-och-kronstams-bok/. Läst 9 juli 2017.
2. ↑  ”Paul McCartney - UK Chart History” (på engelska). The Official UK Charts Company. https://www.officialcharts.com/artist/18538/paul-mccartney/. Läst 25 november 2019.
3. ↑  ”Paul McCartney - Hot 100 Chart History” (på engelaka). Billboard. https://www.billboard.com/music/paul-mccartney/chart-history/HSI. Läst 25 november 2019.
4. ↑  Erik Pedersen (29 mars 2012). ”Paul McCartney and Stevie Wonder's 'Ebony and Ivory'” (på engelska). Hollywood Reporter. http://www.hollywoodreporter.com/news/ebony-ivory-paul-mccartney-stevie-wonder-snl-305404. Läst 9 juli 2017.